# Campagna delle isole Marianne e Palau
La campagna delle Isole Marianne  e delle Isole Palau (operazione Forager) nel teatro della guerra del Pacifico durante la seconda guerra mondiale si riferisce agli attacchi dell'estate del 1944 da parte dell'esercito Stati Uniti d'America per catturare le isole di Saipan, Tinian e Guam nell'arcipelago delle Marianne, e di Angaur e Peleliu nell'arcipelago delle Palau, allo scopo di assicurarsi aeroporti per il lancio degli attacchi sul suolo giapponese dei bombardieri B29.

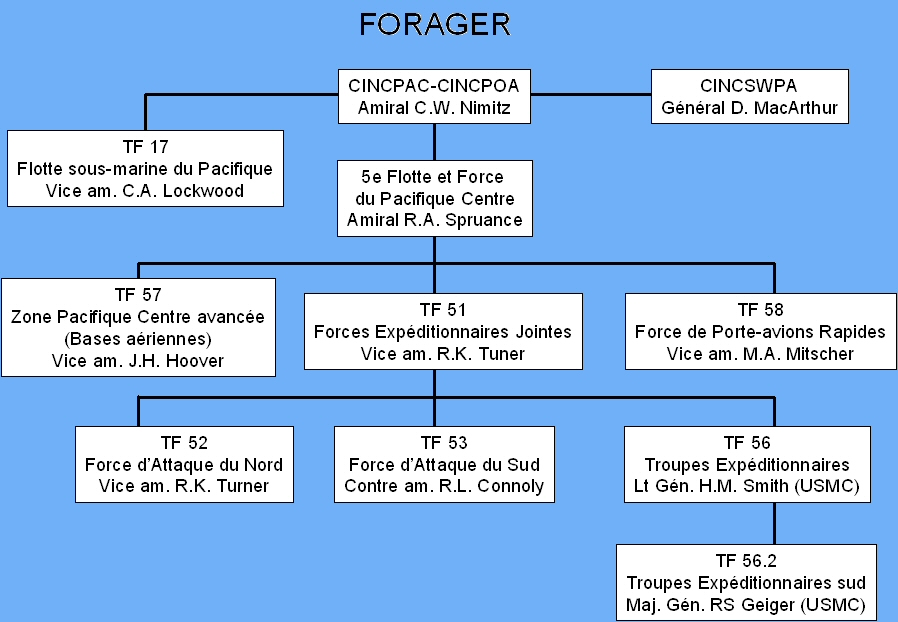

Forager era parte delle operazioni Granite e Granite II.

## Svolgimento
Il generale MacArthur compì una manovra d'inganno per far credere ai giapponesi che sarebbero stati attaccati frontalmente, nonostante la superiorità delle forze.
Successivamente furono conquistate Saipan, Tinian e Guam, ma con perdite maggiori.